# Любовни връзки
„Любовни връзки“ (на испански: Lazos de amor) е мексиканска теленовела, създадена от Хорхе Лосано Сориано, режисирана от Мигел Корсега и Моника Мигел, и продуцирана от Карла Естрада за Телевиса през 1995-1996 г.
В главните роли са Лусеро и Луис Хосе Сантандер, специално участие вземат Ото Сирго и първите актьори Марга Лопес, Силвия Дербес и Гилермо Мурай.

## Сюжет
Историята се фокусира върху Мария Гуадалупе, Мария Паула и Мария Фернанда, идентични тризначки, физически – напълно еднакви, но различни по характер. Когато момичетата са още в детска възраст, стават жертви на катастрофа, в която загиват родителите им.
В резултат на този инцидент, Мария Гуадалупе е обявена за мъртва, тъй като е отнесена от реката. Тя е спасена от Ана Салас, жена, която е загубила собствената си дъщеря. Мария Гуадалупе страда от амнезия, и това дава повод на Ана Салас да я отгледа като родна дъщеря.
Мария Фернанда е скромно момиче, което не губи надежда, че ще открие сестра си, но заради катастрофата Мария Фернанда остава сляпа. Мария Паула е различна от сестрите си – тя е непокорна, егоистка и изключително ревнива, но също така Мария Паула пази тайна от злополучния инцидент.
Минават години. Мария Гуадалупе и Ана заминават за град Мексико. Там момичето се влюбва в Николас, таксиметров шофьор и добросърдечен човек, който току-що се е преместил в Мексико, за да живее с баба си. Живеейки в страх, че някой може да разпознава дъщеря ѝ, Ана ограничава действията на Мария Гуадалупе. Бабата на Николас разкрива тайната на Ана, но запазва мълчание.
Бабата на момичетата, Мерседес, и чичо им, Едмундо, в продължение на години издирврат изчезналата Мария Гуадалупе. Те стигат все по-близо до истината, защото са силни любовните връзки.

## Актьори
Част от актьорския състав:
- Лусеро – Мария Гуадалупе / Мария Паула / Мария Фернанда / Лаура Итурбе (майката на тризначките)
- Луис Хосе Сантандер – Николас Миранда
- Марга Лопес – Доня Мерседес де Итурбе
- Луис Баярдо – Едмундо Сандовал
- Демян Бичир – Валенте Сегура
- Мати Уитрон – Ана Салас
- Фелисия Меркадо – Нанси Балбоа
- Гилермо Мурай – Алехандро Молина
- Ана Луиса Пелуфо – Аурора Кампос
- Ото Сирго – Едуардо Ривас
- Хуан Мануел Бернал – Херардо Сандовал
- Барбара Корсега – Флор
- Мариана Кар – Сусана Ферейра
- Анхелика Вале – Тере
- Орландо Мигел – Освалдо Лареа
- Ерик дел Кастийо
- Гилермо Агилар – Пабло Алтамирано
- Моника Мигел – Чоле
- Фабиан Роблес – Хеновево Рамос
- Моника Санчес – Диана
- Гастон Тусет – Нестор Миранда
- Силвия Дербес – Доня Милагрос
- Ернесто Лагуардия – Бернардо Ривас
- Раул Веласко – Себе си
- Еухенио Кобо – Себе си
- Луис Гарсия – Себе си
- Силвия Пинал – Себе си
- Силвия Паскел – Себе си
- Мария Сорте – Себе си
- Еухенио Дербес – Себе си
- Летисия Калдерон – Асистентка на Силвия Пинал

## Премиера
Премиерата на Любовни връзки е на 2 октомври 1995 г. по Canal de las Estrellas. Последният 100. епизод е излъчен на 23 февруари 1996 г.

## Саундтрак
| #   | Песен                        | Изпълнител/Текст    | Продължителност |
| --- | ---------------------------- | ------------------- | --------------- |
| 1.  | Lazos de amor                | Лусеро              | 3:24            |
| 2.  | Lazos de amor (инструментал) | Рафаел Перес Ботиха | 4:20            |
| 3.  | Volvamos a empezar           | Лусеро              | 3:44            |
| 4.  | Lazos de Amor (реге)         | Рафаел Перес Ботиха | 2:50            |
| 5.  | Dejame ir (ремикс)           | Лусеро              | 4:57            |
| 6.  | Como perro al Sol            | Лусеро              | 4:44            |
| 7.  | Caso Perdido                 | Лусеро              | 3:23            |
| 8.  | Sobreviviré                  | Лусеро              | 3:18            |
| 9.  | Los parientes pobres         | Лусеро              | 4:05            |
| 10. | 24 Horas                     | Лусеро              | 3:55            |
| 11. | Siempre contigo              | Лусеро              | 4:09            |
| 12. | Si tu llegarás a amarme      | Лусеро              | 4:00            |

## Награди и номинации
Награди TVyNovelas 1996
| Категория                           | Номинация                       | Резултат   |
| ----------------------------------- | ------------------------------- | ---------- |
| Най-добра теленовела                | Карла Естрада                   | Печели     |
| Най-добра актриса в главна роля     | Лусеро                          | Печели     |
| Най-добър актьор в главна роля      | Луис Хосе Сантандер             | Печели     |
| Най-добра първа актриса             | Марга Лопес                     | Печели     |
| Най-добър пръв актьор               | Гилермо Мурай                   | Номиниран  |
| Най-добра актриса в поддържаща роля | Мати Уитрон                     | Номинирана |
| Най-добър актьор в поддържаща роля  | Оти Сирго                       | Печели     |
| Най-добра млада актриса             | Карла Талавера                  | Номинирана |
| Най-добро мъжко откритие            | Хуан Мануел Бернал              | Номиниран  |
| Най-добро мъжко откритие            | Орландо Мигел                   | Номиниран  |
| Най-добър мъжки дебют               | Орландо Мигел                   | Номиниран  |
| Най-добра музикална тема            | "Lazos de amor"                 | Номинирана |
| Най-добър оператор                  | Исабел Басурто Алехандро Фрутос | Печелят    |
| Най-добър режисьор                  | Мигел Корсега Моника Мигел      | Печелят    |

Нагарди Eres 1996
| Категория               | Номинация | Резултат |
| ----------------------- | --------- | -------- |
| Най-добра млада актриса | Лусеро    | Печели   |

## Версии
- През 2016 г. е създадена адаптацията Трите лица на Ана, продуцирана от Анджели Несма Медина за Телевиса, с участието на Анжелик Бойер, изпълняваща ролите на тризначките.